# Prepotto
Prepotto (Prepot in friulano, Pràpot in friulano medievale, Prapotno in sloveno) è un comune italiano di 690 abitanti del Friuli-Venezia Giulia. Confina per 15 km con la Slovenia coincidente con il torrente Judrio. Fiore all'occhiello del territorio di Prepotto è lo Schiopettino, nato proprio nella valle dello Judrio, un vitigno autoctono che fa parte della famiglia delle Ribolle. Un piccolo paese famoso per il paesaggio, il castello e santuario di Castelmonte e le tante aziende agricole presenti che rendono Prepotto, la città del vino.

## Geografia fisica

### Territorio

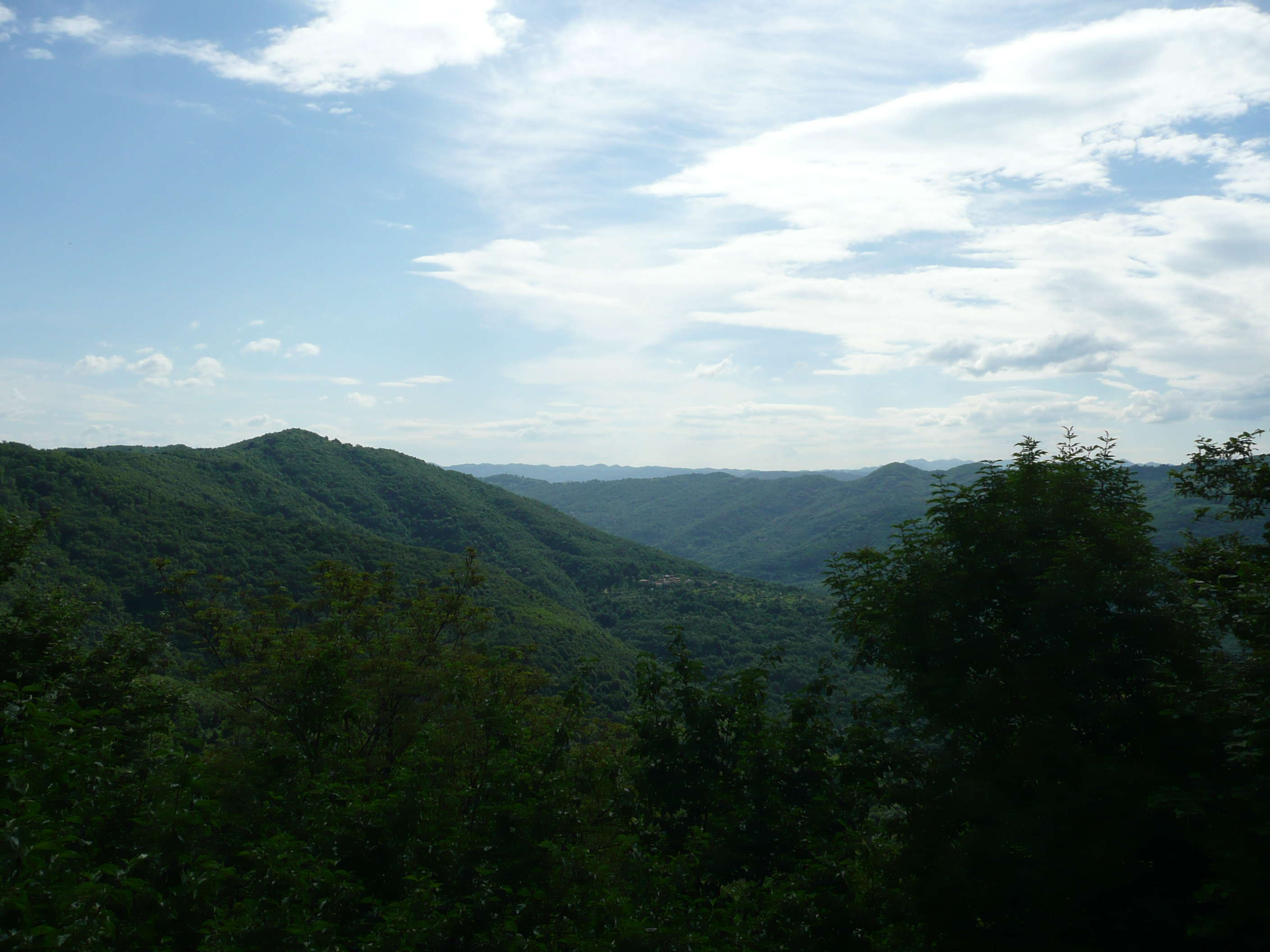
Panorama da Prepotto

Il territorio comunale è prevalentemente montuoso e boschivo, il centro storico del paese, posto sull'altura di Castelmonte, si trova a 618 metri sul livello del mare.

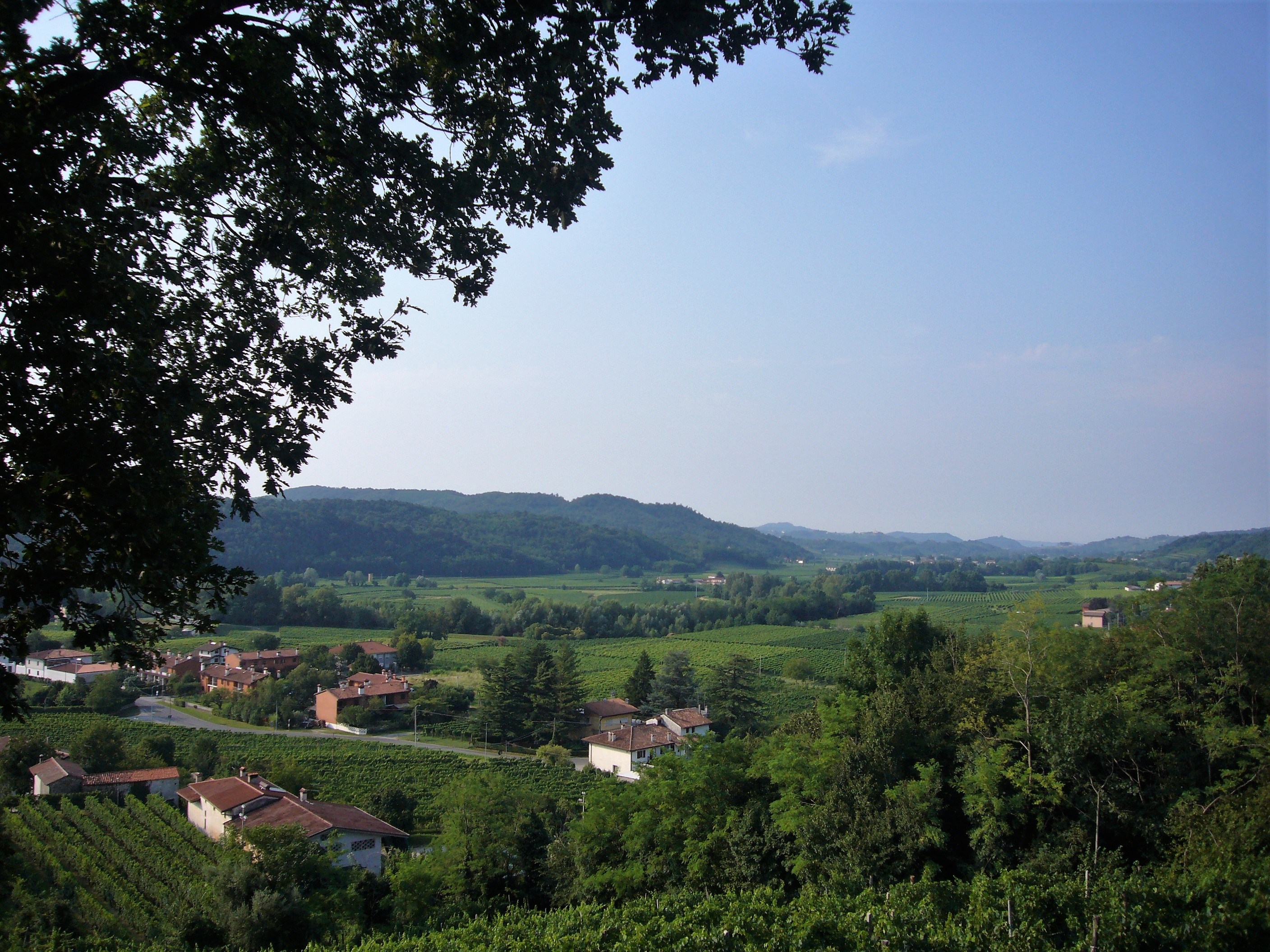
Panorama dalla chiesa dello Santo Spirito di Albana

### Geologia e idrografia
Il territorio comunale è attraversato dal torrente Judrio.

## Storia

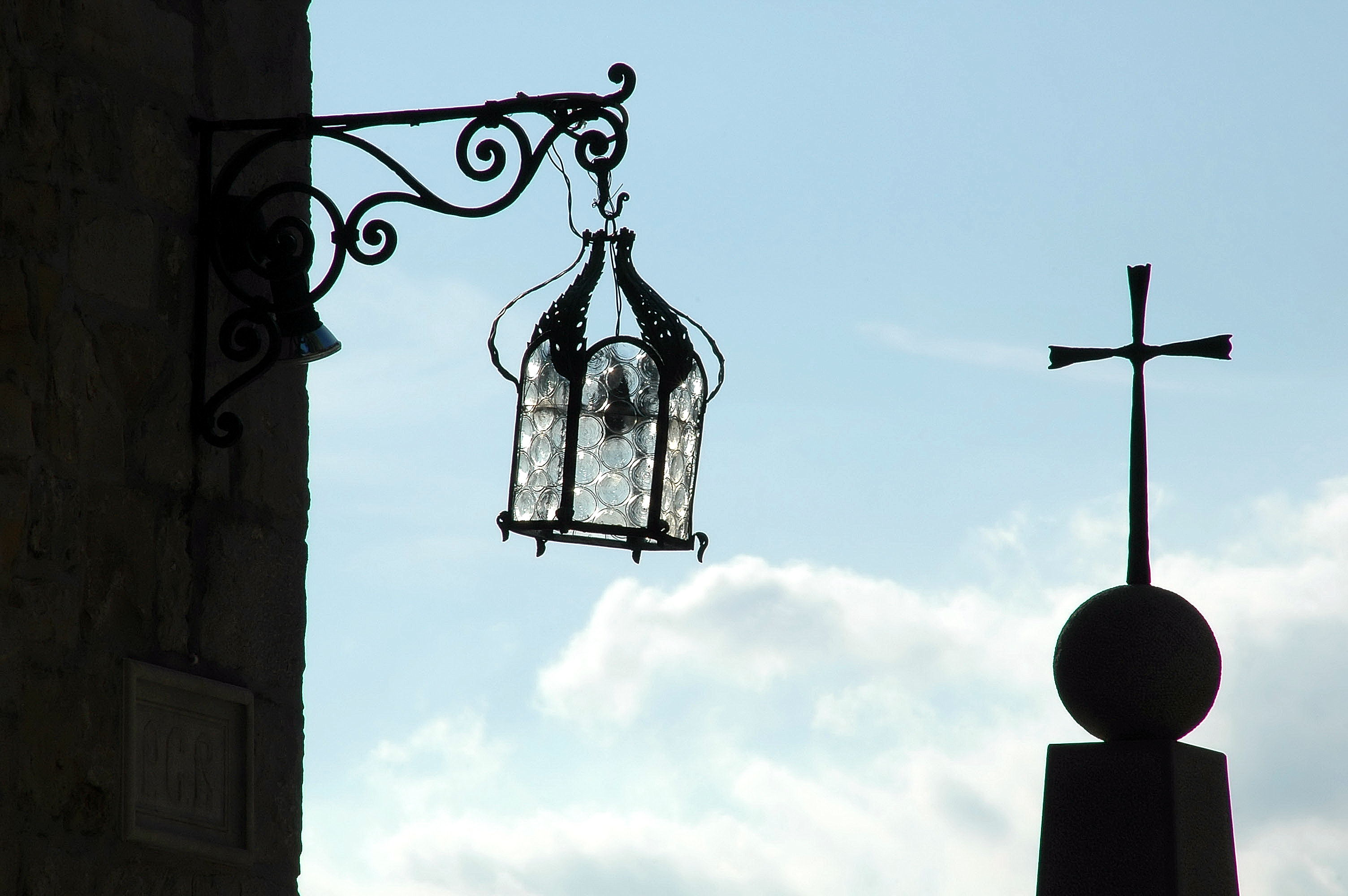
Scorcio scenografico da Castelmonte

Il nome di Prepotto viene fatto derivare dalla parola slovena pràpot che significa "felce" per la presenza notevole di questa pianta su tutto il territorio sin da tempi antichissimi.
Gran parte della storia del paese è stata identificata nella costruzione del castello di Castelmonte che sovrasta l'abitato e che probabilmente sorge dove era presente una postazione romana di vedetta. In realtà il più antico documenti scritto presente ancora oggi dove viene citato il nome della città di Prepotto risale al 1161 da cui si apprende che l'abitato era sottoposto al controllo della prepositura di Santo Stefano di Cividale del Friuli, per poi passare (lo si evince da un documento del 1253) al capitolo di Santa Maria di Cividale.

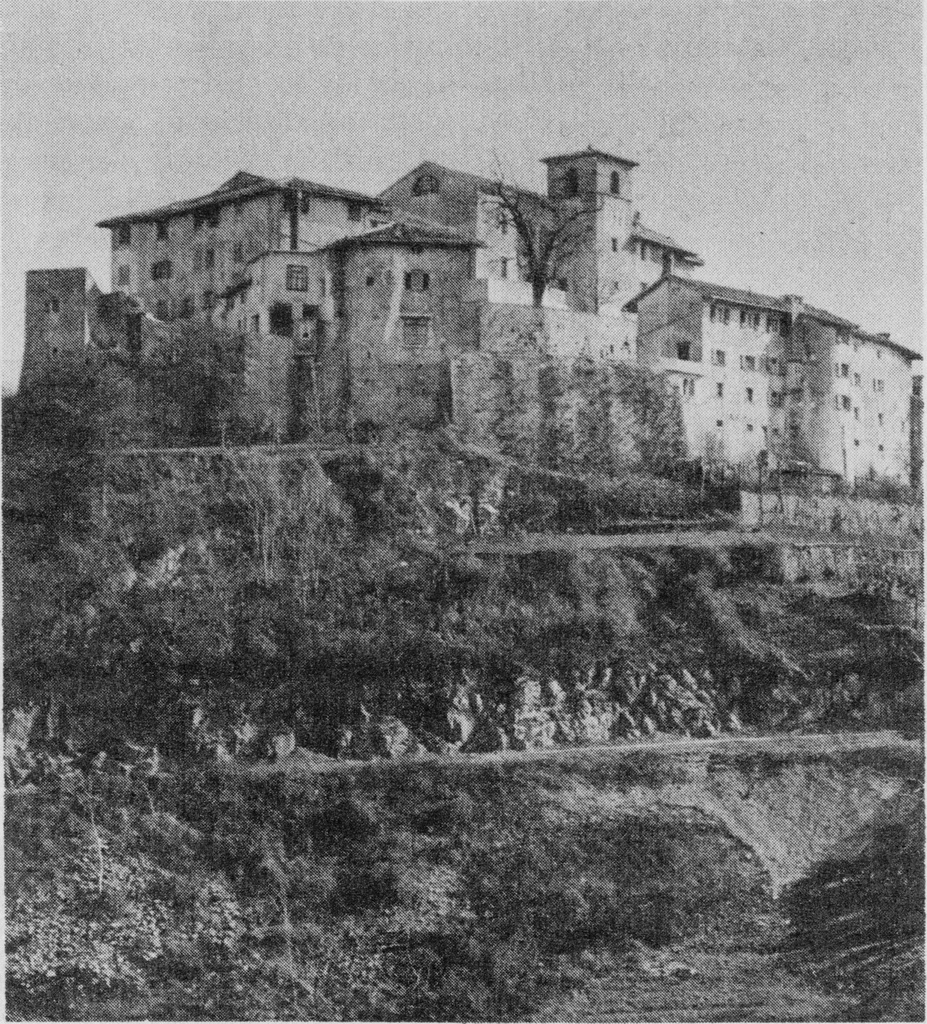
Il castello di Castelmonte nel 1914

Nel 1469 il castello e parte dell'abitato furono investiti da un rovinoso incendio e poi nuovamente danneggiato nel 1511 da un pesante terremoto e poi dall'invasione degli ungari, subendo dei restauri per tutto il Seicento. Fu con l'amministrazione austriaca, succeduta alla secolare dominazione veneziana, che il municipio venne fissato di sede all'interno del locale castello.
Durante la prima guerra mondiale fu sede di un ospedale da campo delle truppe italiane di stanza nell'area di Cividale del Friuli.
Il Manoscritto di Castelmonte  (Starogorski rokopis in sloveno) è uno dei più antichi documenti, fino a noi pervenuti, scritto in lingua slovena redatto tra il 1492 ed il 1498 da Lorenzo da Mernicco (Laurentius vicario di Mirnik). Il periodo corrisponde a quello in cui l'idioma sloveno, fino ad allora prettamente orale, cominciava a sviluppare le regole per dotarsi anche di una forma grafica, si tratta di uno dei più antichi documenti scritti in lingua slovena.

### Simboli
Lo stemma e il gonfalone sono stati concessi con DPR del 6 febbraio 1963.
Il gonfalone è un drappo partito di bianco e di azzurro.

## Monumenti e luoghi d'interesse

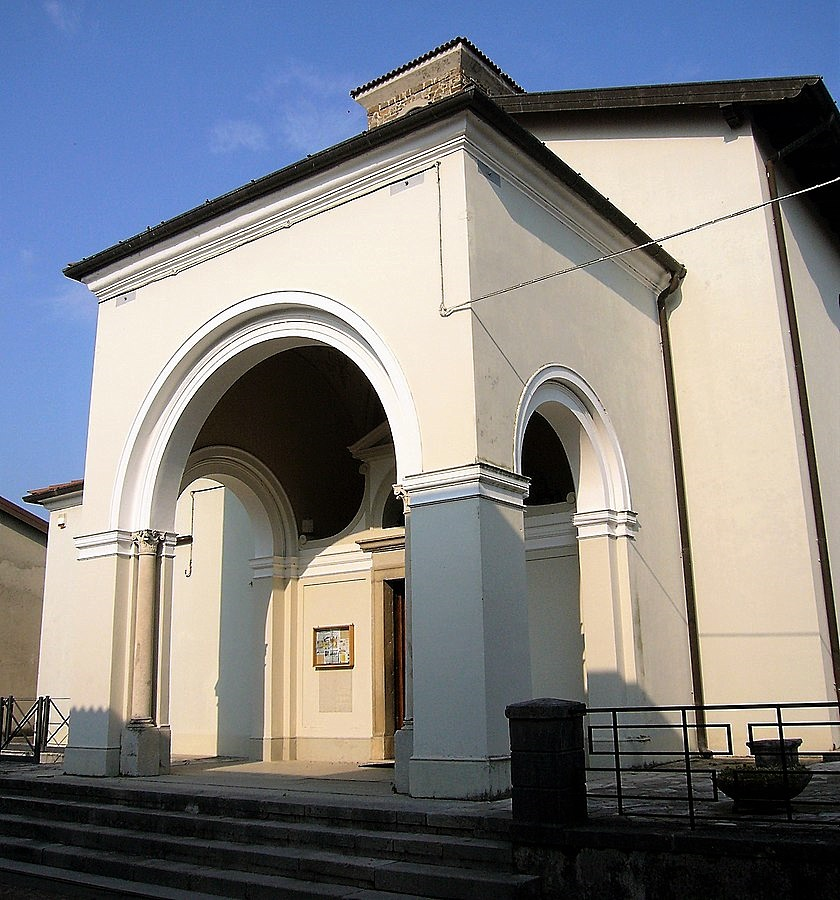
Chiesa di San Giovanni Battista

### Architetture religiose
- Santuario della Beata Vergine di Castelmonte. Costruito assieme al Castello probabilmente a partire dal XII secolo, il santuario rappresenta un luogo di culto di riferimento nell'area. A partire dalla sua fondazione fu sottoposto al Patriarcato di Aquileia che ne mantenne la sovranità sino al termine della propria storia, mentre la struttura andò sviluppandosi in particolar modo dopo il XV secolo quando, colpita da un incendio la chiesa, si rese necessario ricostruirla in gran parte.
- Chiesa di San Giovanni Battista. Situata al centro del paese di Prepotto, fu costruita nel XVI secolo e ampiamente modificata nella prima metà del Novecento.
- Chiesa dello Spirito Santo. Piccola chiesetta situata sul colle di Albana di origini medioevali.
- Chiesa di San Pietro Apostolo nella frazione di San Pietro di Chiazzacco.

## Società

### Evoluzione demografica
Abitanti censiti

### Lingue e dialetti
Nel comune di Prepotto, accanto alla lingua italiana, la popolazione utilizza la lingua friulana e , nella parte montana, il locale dialetto Sloveno. Ai sensi della Deliberazione n. 2680 del 3 agosto 2001 della Giunta della Regione autonoma Friuli-Venezia Giulia, il Comune è inserito nell'ambito territoriale di tutela della lingua friulana ai fini della applicazione della legge 482/99, della legge regionale 15/96 e della legge regionale 29/2007.
La lingua friulana che si parla a Prepotto rientra fra le varianti appartenenti al friulano centro-orientale.
Viene parlato inoltre il locale dialetto sloveno, in particolare nelle frazioni della parte montana. Il comune rientra nella lista di quelli in cui vige la tutela della comunità slovena, DPR 12 settembre 2007 "Approvazione della tabella dei comuni del Friuli-Venezia Giulia nei quali si applicano le misure di tutela della minoranza slovena, a norma dell'articolo 4 della legge 23 febbraio 2001"

## Geografia antropica
Il territorio di Prepotto dispone di una lunga serie di frazioni e località, dislocate lungo le pendici montuose attorno al centro del comune (denominazioni in italiano, sloveno e friulano, se presente):
| italiano                  | friulano           | sloveno                      |
| Albana                    | Albàne             | Ibána                        |
| Berda                     | Berde              | Budaži                       |
| Bodigòi                   | Bodigòi            | Búdgoji                      |
| Bordon                    | Bordòn             | Bordóni (anticamente Podpeč) |
| Brischis                  | Briscjis           | Brišča                       |
| Bucovizza                 |                    | Bukovica                     |
| Casali Bernich            |                    |                              |
| Casali Cauz (abbandonata) |                    | Kalc                         |
| Casali Quercig            |                    | Skaker                       |
| Casali Suoch              |                    |                              |
| Castelmonte               | Madòne di Mont     | Stára Gôra                   |
| Cecchinel (abbandonata)   |                    |                              |
| Centa                     | Cente              | Brítof                       |
| Chiazzacco                | Cjaçà              | Teja                         |
| Cialla                    | Çale               | Čêla                         |
| Ciubiz                    | Çùbits             | Čúbci                        |
| Cladrecis                 | Cladrècis          | Seucè                        |
| Codromaz                  | Codromàz           | Kodermáci                    |
| Cosson                    | Cossòn,            | Košóni                       |
| Covacevizza               |                    | Kovačevica                   |
| Craoretto                 | Craurêt            | Kravorájda                   |
| Cras                      | Cras               | Kràs                         |
| Crosada                   |                    |                              |
| Fragielis                 | Fragjèlis          | Frideu                       |
| Marcolino (abbandonata)   | Marculìn           | Lájšče                       |
| Mezzomonte                |                    |                              |
| Moldiaria                 |                    |                              |
| Molino Vecchio            | Mulìn Vièri        | Podrób                       |
| Novacuzzo                 | Noacuç             |                              |
| Oborza                    | Obòrze             | Obuorča                      |
| Picoliscis                |                    |                              |
| Podclanz                  |                    | Podklanc                     |
| Podpuie                   |                    |                              |
| Podresca                  | Podresche          | Podarskíje                   |
| Poianis                   | Poianis            |                              |
| Polonetto                 |                    |                              |
| Ponte Miscecco            |                    | Podmišček                    |
| Prepotischis              | Prepotiscjis       | Múci (Prapotíšče)            |
| Ronchi                    |                    |                              |
| Ronchi di Craoretto       |                    |                              |
| Salamant (abbandonata)    | Salamànt           | Salamánti                    |
| San Pietro di Chiazzacco  | San Pieri di Cjaçà | Tieje                        |
| Squarzulis                |                    | Skvarča                      |
| Stregna                   |                    | Srednje                      |
| Tercimonte                | Tarcimont          | Tarčmún                      |

## Economia
L'economia locale è prevalentemente incentrata sulla produzione e sulla commercializzazione di prodotti viticoli.